# Михалич, Франьо
Франьо Михалич (серб. Фрањо Михалић, хорв. Franjo Mihalić; 9 марта 1920 — 14 февраля 2015) — югославский легкоатлет, серебряный призёр летних Олимпийских игр в Мельбурне (1956).

## Биография
Родился в деревне Лудина (Королевство сербов, хорватов и словенцев, ныне — часть города Кутина, Хорватия), он был десятым из двенадцати детей в семье. Когда ему было три года, семья перебралась в Загреб.
В 10-летнем возрасте начал заниматься спортом, особенно он увлекался футболом, играл за клуб «Графичар». В 1936 году он познакомился со Степаном Бобеком, который был на три года младше, и играл за конкурирующий клуб «Личанин»; впоследствии они стали друзьями на всю жизнь.
В 16 лет поступил на работу в типографию. С первой зарплаты он купил велосипед, и потом в течение четырёх лет выступал на велосоревнованиях за клуб «Олимп». Однако его успешные велотренировки и выступления сопровождались неизбежными авариями, в которых он получил ряд травм, мучивших его потом всю жизнь.
В 1940 году в Загребе проходили спортивные состязания, одним из видов которых был кросс, и клуб «Графичар» выставил в качестве своего представителя Франьо Михалича, как самого быстрого футболиста. Несмотря на то, что он никогда в жизни не тренировался как легкоатлет, он пришёл вторым из 200 участников. После этого он решил оставить велоспорт и заняться лёгкой атлетикой. Он стал тренироваться в клубе «Конкордия», и уже через несколько месяцев установил национальный рекорд в беге на 5000 м, а вскоре — национальный рекорд в беге на 10.000 м.
В годы Второй мировой войны выступал за Независимое государство Хорватия, выиграл ряд международных состязаний, установил пять национальных рекордов, трижды получал в Хорватии титул «спортсмен года». Свои спортивные успехи он использовал, чтобы избежать призыва в армию, а также чтобы не вступать в усташи, отговариваясь «аполитичностью». После войны стал сооснователем спортивного клуба «Младост», и выступал за него с 1945 по 1947 годы.
В 1947 году власти новой Югославии предложили Михаличу, как одному из лучших спортсменов страны, переехать в Белград. Были предложены очень хорошие условия, и он согласился, начав выступать за Спортивное общество «Партизан».

### Международные старты
В 1951 году выиграл серебряную медаль в беге на 10.000 м на 1-х Средиземноморских играх в Александрии. На Олимпийских играх 1952 года в Хельсинки он также принял участие в соревнованиях по бегу на 10.000 м, но там был лишь 18-м. Первый крупный международный успех пришёл к нему в 1953 году, когда он выиграл проходивший в Париже Международный чемпионат по кроссу (предшественник чемпионатов мира по кроссу). В 1951, 1952, 1953 и 1954 годах он также был чемпионом и призёром новогоднего пробега в Бразилии, а в 1956 году стал серебряным призёром Олимпийских игр, став вторым на марафоне в Мельбурне. В 1957, 1958 и 1961 годах он выигрывал престижные соревнования в Италии, в 1957 победил на международных марафонах в Афинах и Москве, а в 1958 году выиграл Бостонский марафон. В 1960 году он принял участие в Олимпийских играх в Риме, но там завершил марафонскую дистанцию лишь 12-м. В 1966 году легкоатлет завершил спортивную карьеру.

### Результаты
| Год  | Соревнования            | Город       | Место | Дистанция                          | Результат | Дата |
| ---- | ----------------------- | ----------- | ----- | ---------------------------------- | --------- | ---- |
| 1951 | Средиземноморские игры  | Александрия | II    | 10 000 метров                      | 31.42,8   |      |
| 1952 | Летние Олимпийские игры | Хельсинки   | 18    | 10 000 метров                      | 30.53,2   |      |
| 1953 | Кросс наций             | Париж       | I     | 9 миль (14,5 км) (личный зачёт)    | 47.53     |      |
| 1953 | Кросс наций             | Париж       | III   | 9 миль (14,5 км) (командный зачёт) | 129       |      |
| 1954 | Чемпионат Европы        | Берн        | 5     | 10 000 метров                      | 29.59,6   |      |
| 1956 | Летние Олимпийские игры | Мельбурн    | II    | марафон                            | 2:26.32   |      |
| 1960 | Летние Олимпийские игры | Рим         | 12    | марафон                            | 2:21.52,6 |      |